# Severino Cavalcanti
Severino José Cavalcanti Ferreira (João Alfredo, 18 dicembre 1930 – Recife, 15 luglio 2020) è stato un politico brasiliano.

## Biografia
Discendente di italiani, fu deputato statale per sette legislature e deputato federale per tre. Fu per due volte sindaco di João Alfredo, sua città natale. 
Dal 14 febbraio al 21 settembre 2005 fu presidente della camera dei deputati.
Nella sua lunga carriera di politico militò in otto partiti:
- UDN (1962-1966)
- ARENA (1966-1979)
- PDS (1980-1987)
- PDC (1987-1990)
- PL (1990-1992)
- PPR (1992-1993)
- PFL (1994-1995)
- PP (1995-2020)

Morì nel luglio del 2020, quasi novantenne.